# Чемпіонат Європи з боротьби 1998
 Чемпіонат Європи з боротьби 1998 року  проходив роздільно: з греко-римської боротьби — у квітні в Мінську (Білорусь), з вільної боротьби серед чоловіків та жінок — у травні в Братиславі (Словаччина).
Розігрувалося 22 комплекти нагород: по 8 — у греко-римській і вільній боротьбі серед чоловіків та 6 — у жіночій боротьбі.

## Медалісти

### Греко-римська боротьба
| категорія | Золото                      | Срібло                       | Бронза                    |
| --------- | --------------------------- | ---------------------------- | ------------------------- |
| до 54 кг  | Борис Амбарцумов (Росія)    | Натіг Айвазов (Азербайджан)  | Маріан Санду (Румунія)    |
| до 58 кг  | Армен Назарян (Болгарія)    | Рафік Симонян (Росія)        | Ігор Петренко (Білорусь)  |
| до 63 кг  | Шереф Ероглу (Туреччина)    | Микола Монов (Росія)         | Олег Литвиненко (Україна) |
| до 69 кг  | Олександр Третьяков (Росія) | Володимир Копитов (Білорусь) | Адам Юрецько (Німеччина)  |
| до 76 кг  | Мурат Карданов (Росія)      | Хвіча Бічинашвілі (Грузія)   | Назмі Авлуджа (Туреччина) |
| до 85 кг  | Гамза Єрлікая (Туреччина)   | Сергій Цвир (Росія)          | Мартін Лідберг (Швеція)   |
| до 97 кг  | Сергій Лиштван (Білорусь)   | Мікаель Юнгберг (Швеція)     | Хаккі Башар (Туреччина)   |
| до 130 кг | Олександр Карелін (Росія)   | Георгій Салдадзе (Україна)   | Сергій Мурейко (Болгарія) |

### Вільна боротьба
| Категорія | Золото                          | Срібло                      | Бронза                        |
| --------- | ------------------------------- | --------------------------- | ----------------------------- |
| до 54 кг  | Олександр Захарук (Україна)     | Герман Контоєв (Білорусь)   | Аміран Карданов (Греція)      |
| до 58 кг  | Давид Погосян (Грузія)          | Мурад Умаханов (Росія)      | Євген Буслович (Україна)      |
| до 63 кг  | Серафим Барзаков (Болгарія)     | Сергій Смаль (Білорусь)     | Ельбрус Тедеєв (Україна)      |
| до 69 кг  | Юксель Шанли (Туреччина)        | Заза Зазіров (Україна)      | Веліхан Алахвердієв (Росія)   |
| до 76 кг  | Александер Ляйпольд (Німеччина) | Араїк Геворгян (Вірменія)   | Адам Сайтієв (Росія)          |
| до 85 кг  | Бувайсар Сайтієв (Росія)        | Давид Бічинашвілі (Україна) | Йозеф Логіня (Словаччина)     |
| до 97 кг  | Ельдар Куртанідзе (Грузія)      | Марек Гармулевич (Польща)   | Автанділ Ксантопулос (Греція) |
| до 130 кг | Айдин Полатчі (Туреччина)       | Мілан Мазац (Словаччина)    | Давид Мусульбес (Росія)       |

### Жіноча боротьба
| Категорія | Золото                    | Срібло                       | Бронза                        |
| --------- | ------------------------- | ---------------------------- | ----------------------------- |
| до 46 кг  | Інга Карамчакова (Росія)  | Мете Барлі (Норвегія)        | Фара Туші (Франція)           |
| до 51 кг  | Олена Єгошина (Росія)     | Таня Заутер (Німеччина)      | Анжелік Бертене (Франція)     |
| до 56 кг  | Анна Гоміс (Франція)      | Сара Ерікссон (Швеція)       | Ділетта Джьямпікколо (Італія) |
| до 62 кг  | Нікола Гартманн (Австрія) | Штефані Гросс (Німеччина)    | Лене Онес (Норвегія)          |
| до 68 кг  | Евеліна Прушко (Польща)   | Галина Іванова (Болгарія)    | Ельміра Курбанова (Росія)     |
| до 75 кг  | Ніна Енгліх (Німеччина)   | Тетяна Комарницька (Україна) | Моніка Ковальська (Польща)    |

## Розподіл нагород
| Місце | Країна      | Золото | Срібло | Бронза | Загалом |
| ----- | ----------- | ------ | ------ | ------ | ------- |
| 1     | Росія       | 7      | 4      | 4      | 15      |
| 2     | Туреччина   | 4      | 0      | 2      | 6       |
| 3     | Німеччина   | 2      | 2      | 1      | 5       |
| 4     | Болгарія    | 2      | 1      | 1      | 4       |
| 5     | Грузія      | 2      | 1      | 0      | 3       |
| 6     | Україна     | 1      | 4      | 3      | 8       |
| 7     | Білорусь    | 1      | 3      | 1      | 5       |
| 8     | Польща      | 1      | 1      | 1      | 3       |
| 9     | Франція     | 1      | 0      | 2      | 3       |
| 10    | Австрія     | 1      | 0      | 0      | 1       |
| 11    | Швеція      | 0      | 2      | 1      | 3       |
| 12    | Словаччина  | 0      | 1      | 1      | 2       |
| 12    | Норвегія    | 0      | 1      | 1      | 2       |
| 14    | Вірменія    | 0      | 1      | 0      | 1       |
| 14    | Азербайджан | 0      | 1      | 0      | 1       |
| 16    | Греція      | 0      | 0      | 2      | 2       |
| 17    | Італія      | 0      | 0      | 1      | 1       |
| 17    | Румунія     | 0      | 0      | 1      | 1       |
|       | Всього      | 22     | 22     | 22     | 66      |